# In pectore
La locuzione latina in pectore, tradotta letteralmente, significa «nel petto», «nel [segreto del] cuore».
L'espressione è nata come termine "curiale" per indicare un cardinale (detto cardinale in pectore) che il papa annuncia di avere creato ma di cui si riserva di rendere noto il nome; successivamente, traslando il significato, passa a indicare una cosa che si tiene nascosta, che non si rivela o una designazione non ancora ufficiale a un incarico.
Per estensione, indica una persona che viene investita di una carica, perlopiù pubblica, in maniera ancora non ufficiale.